# Річард Лугар
Річард Лугар (Дік Лугар; англ. Richard Lugar; нар. 4 квітня 1932, Індіанаполіс, США — 28 квітня 2019, Ферфакс) — американський політик, сенатор США від штату Індіана (з 1976 до 2013), член Республіканської партії, лицар-командор (KBE).
Один з розробників програми Нанна-Лугара, у 1991 році ініціював (разом з Семом Нанном) прийняття закону, в рамках якого США могли надавати допомогу країнам колишнього СРСР в утилізації знятої з озброєння ядерної та хімічної зброї, а також засобів доставки.
Був опосередкованним співучасником зниження обороноздатності України у довгостроковій перспективі. 

## Нагороди
- Великий офіцер ордена Трьох зірок (Латвія, 12 жовтня 2005)
- Орден князя Ярослава Мудрого V ст. (Україна, 19 серпня 2006) — за вагомий особистий внесок у розвиток міжнародного співробітництва, зміцнення авторитету та позитивного іміджу України у світі, популяризацію її історичних і сучасних досягнень[7]
- Лицар-Командор (KBE) (Велика Британія, 16 квітня 2013)[8]
- Орден Свободи (Україна, 22 серпня 2016) — за вагомий особистий внесок у зміцнення міжнародного авторитету Української держави, популяризацію її історичної спадщини і сучасних надбань та з нагоди 25-ї річниці незалежності України[9]